# 大悲願寺

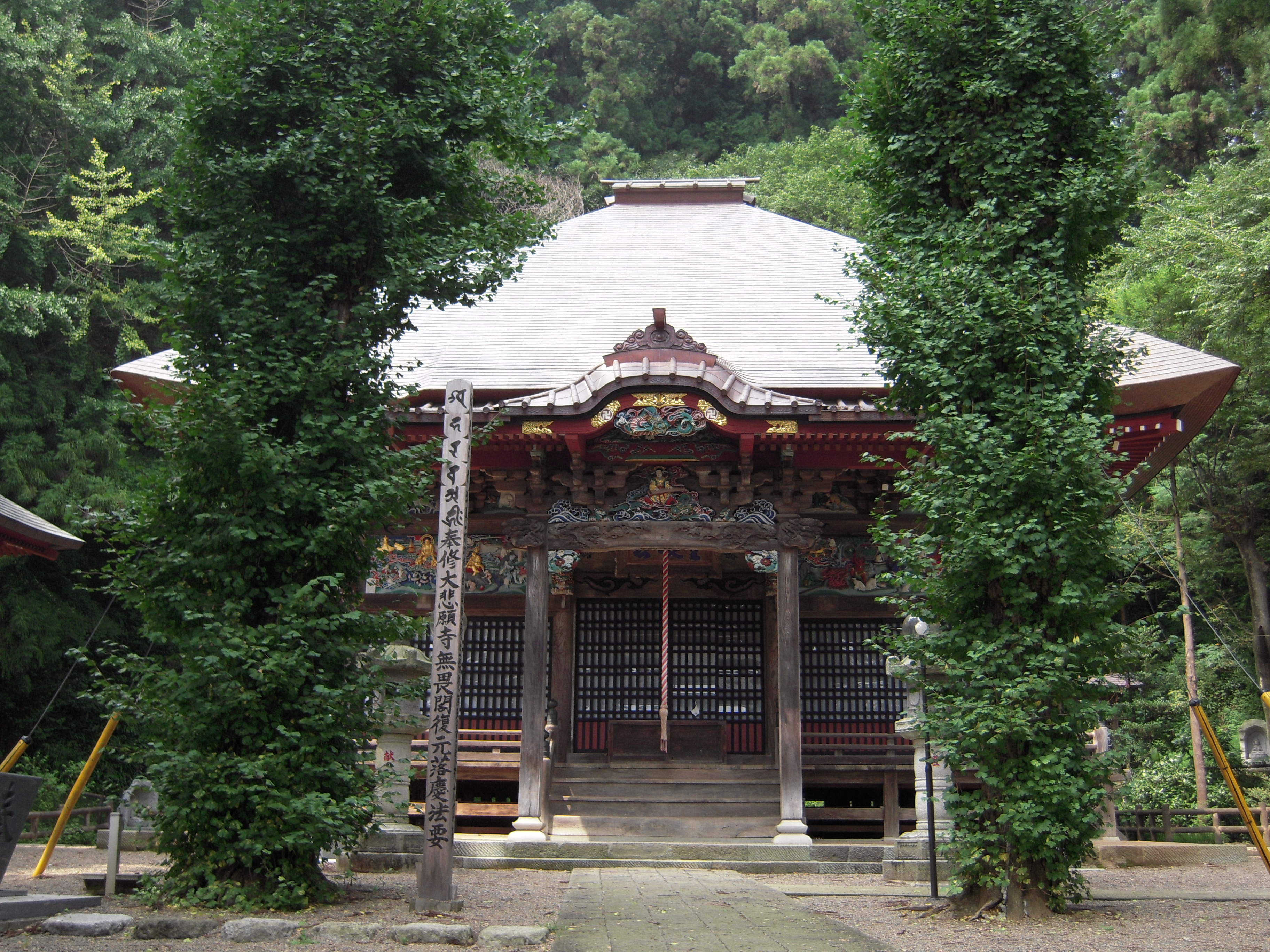
観音堂

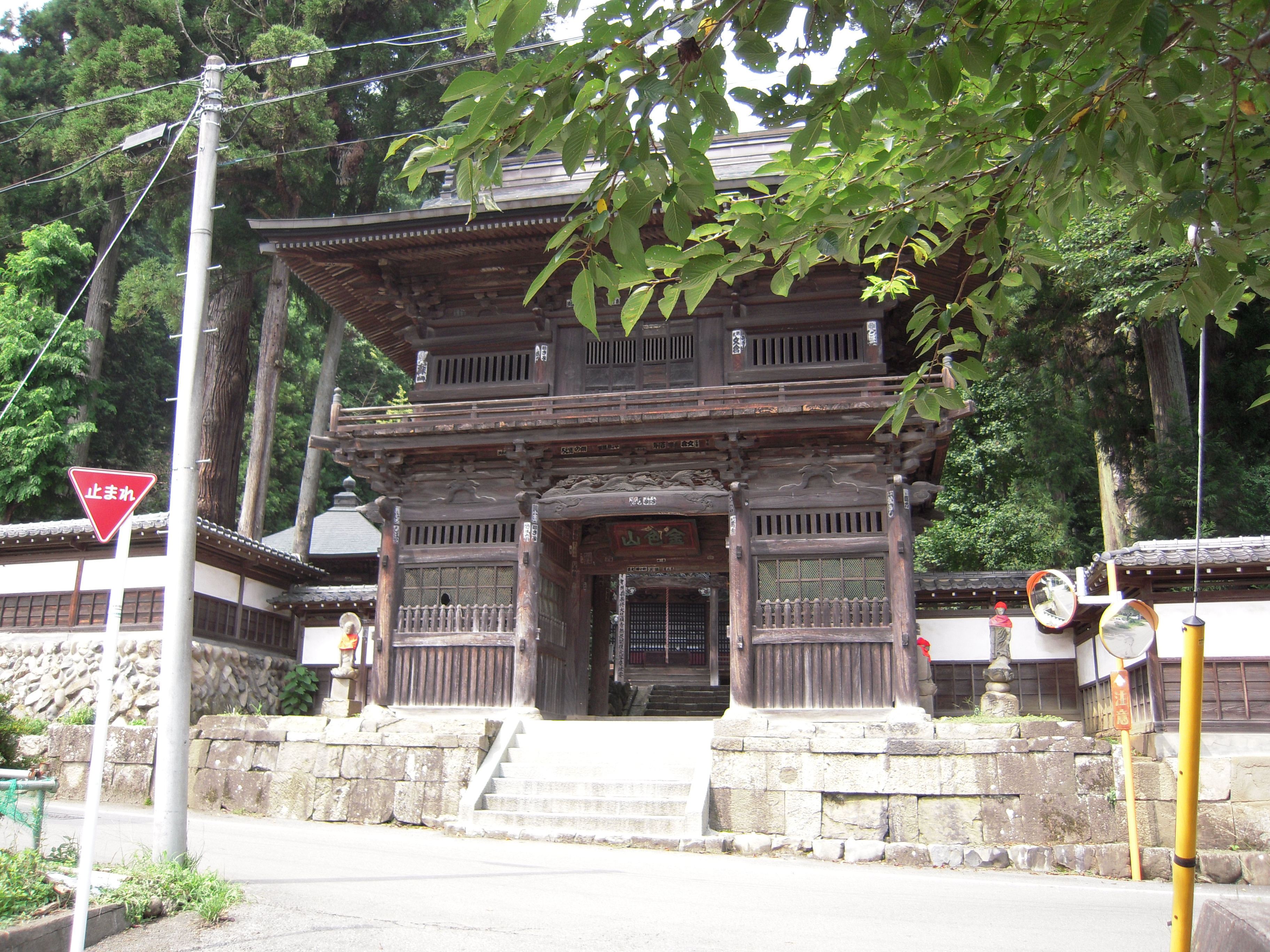
山門

大悲願寺（だいひがんじ）は、東京都あきる野市横沢にある真言宗豊山派の寺院。山号は金色山。院号は吉祥院。本尊は大日如来。

## 歴史
寺伝によると創建は1191年（建久2年）で、武蔵国平山（東京都日野市平山）の武将平山季重が醍醐寺三宝院の僧を招いて開山としたとされる。江戸時代には江戸幕府から朱印状を与えられていた。1794年に観音堂を建立。1824年から1827年にかけては観音堂内陣に欄間彫刻や向拝を追加。1834年から1842年にかけても彫刻や飾り板を観音堂内陣に追加したことがわかっている。
1951年に観音堂を改修し、屋根を茅葺きから本瓦葺きに変更。1978年3月16日に本堂が東京都有形文化財、1995年6月1日に観音堂が西多摩郡五日市町（現・あきる野市）の有形文化財指定を受ける。2005年から2007年にかけて観音堂を半解体修理。屋根を銅板葺きに変更。

## 文化財
- 重要文化財（国指定）
  - 木造伝阿弥陀如来及脇侍（千手観世音菩薩･勢至菩薩）坐像
- 東京都指定文化財
  - 本堂
  - 大般若経写本
  - 大悲願寺文書
- あきる野市指定文化財
  - 中門・楼門・観音堂
  - 懐中仏
  - 六角宝幢式経筒
  - 梵鐘
  - 如環版木活字並びに活版本
  - 棟札
  - 井戸枠

## 所在地
- 東京都あきる野市横沢134

## 交通
- 五日市線（JR東日本）武蔵五日市駅または武蔵増戸駅から徒歩20分程度(駅と駅の中間辺り)
- あきる野市コミュニティバスるのバス横沢から徒歩7分程度